# 1967 في التلفزيون البريطاني
هذه قائمة بالأحداث المتعلقة التي حدثت بالتلفزيون البريطاني منذ عام 1967.

## الأحداث

### يناير
- 3 يناير - ترومبتون هو ثاني برنامج على قناة بي بي سي 1 يُصوَّر بالألوان.
- 7 يناير - بدء عرض ذا فورسيت ساجا (بالإنجليزية: The Forsyte Saga)‏، وهو فيلم درامي ضخم لهيئة الإذاعة البريطانية في 26 حلقة مدة الحلقة الواحدة 50 دقيقة. الفيلم هو أول عمل تلفزيوني بريطاني على الإطلاق يباع للعرض والبثّ في الاتحاد السوفيتي.

### فبراير
- لا أحداث مهمّة.

### مارس
- لا أحداث مهمّة.

### أبريل
- 8 أبريل - فازت المملكة المتحدة في مسابقة الأغنية الأوروبية الثانية عشرة في فيينا، النمسا. الأغنية الفائزة هي بابت أون أ سترينج (بالإنجليزية: Puppet on a String)‏ التي غنَّتها ساندي شو.

### مايو
- لا أحداث مهمّة.

### يونيو
- 12 يونيو - شهدت جولة الامتياز لعام 1967 إجراء عدد من التغييرات على خريطة ITV الإقليمية، والتي ستدخل حيز التنفيذ من مايو إلى أغسطس 1968:
  - تتم إزالة أي تراخيص مقسمة ليوم الأسبوع / نهاية الأسبوع في جميع المناطق، باستثناء لندن.
  - يتم نقل تقسيم لندن من الجمعة / السبت إلى الجمعة الساعة 7 مساءً.
  - تنقسم منطقة شمال إنجلترا إلى الشمال الغربي ويوركشاير.
  - غرناطة، المقاول الحالي في أيام الأسبوع لمنطقة شمال إنجلترا، مُنح ترخيصًا لمدة سبعة أيام لمنطقة شمال غرب إنجلترا الجديدة.
  - يُطلب من اللورد طومسون أوف فليت أن يتجرد من معظم ممتلكاته في التلفزيون الإسكتلندي.
  - حصلت شركة جديدة، Telefusion Yorkshire، التي أعيدت تسميتها لاحقًا إلى Yorkshire Television، على ترخيص للبث في منطقة Yorkshire التي تم إنشاؤها حديثًا.
  - تفوز ATV بترخيص Midlands الجديد لمدة سبعة أيام، لتحل محل ABC في عطلة نهاية الأسبوع.
  - طُلب من ABC و Rediffusion، لندن تشكيل شركة مشتركة للحصول على امتياز لندن خلال أيام الأسبوع الذي كانت تملكه في السابق شركة Rediffusion وحدها؛ والنتيجة، تلفزيون التايمز، تسيطر عليها ABC بنسبة 51٪.
  - فاز اتحاد تلفزيون لندن، الذي وضعه ديفيد فروست، بعقد عطلة نهاية الأسبوع في لندن، والذي يشمل الآن أمسيات الجمعة من الساعة 7 مساءً. يذهبون على الهواء مثل London Weekend Television.
  - الأكثر إثارة للجدل هو أن TWW تفقد امتيازها في ويلز وغرب إنجلترا لصالح Harlech Television، والتي أصبحت تُعرف فيما بعد باسم HTV عند وصول UHF.
- 25 يونيو - يتم بث برنامج عالمنا في أكثر من 30 دولة ويضم فنانين من الدول الممثلة؛ في الجزء الخاص بالمملكة المتحدة، يقدم البيتلز أداء «كل ما تحتاجه هو الحب» مع الضيوف ميك جاغر وماريان فيثفول وكيث ريتشاردز وكيث مون وإريك كلابتون وباتي هاريسون وجين آشر وغراهام ناش وهنتر ديفيز وغيرهم.

### يوليو
- 1 يوليو - أصبحت BBC2 أول مذيع تلفزيوني ملون في أوروبا. تم إطلاق خدمة الألوان بتغطية مباشرة من بطولة ويمبلدون.
- 2 يوليو - تم بث بطاقة الاختبار F الملونة على قناة بي بي سي، والتي تضم كارول هيرسي، لأول مرة.
- 3 يوليو - الأخبار في عشرة عروض أولية على ITV. يتم بثه ليلاً في ليالي الأسبوع حتى عام 1999 قبل أن يتم إبعاده. ثم أعيد تقديمه في عام 2001، ثم أوقف مرة أخرى في عام 2004 وأعيد مرة أخرى في عام 2008.

### أغسطس
- لا أحداث.

### سبتمبر
- 29 سبتمبر
  - The Prisoner هو العرض الأول في المملكة المتحدة على ATV و Grampian Television. يحدث العرض العالمي الأول للمسلسل في 5 سبتمبر عندما ظهرت السلسلة لأول مرة على قناة CTV في كندا.
  - يظهر الكابتن سكارليت والميسترونز لأول مرة على قناة ITV

### أكتوبر
- 13 أكتوبر - بدأ أومنيبوس، سلسلة وثائقية للفنون.
- 23 أكتوبر - بثت BBC معلومات الخدمة لأول مرة. يتم بث النشرات ثلاث مرات كل يوم من أيام الأسبوع على BBC2.

### نوفمبر
- لا أحداث.

### ديسمبر
- 2 ديسمبر - تم إطلاق التلفزيون الملون رسميًا على BBC2.
- 22 كانون الأول (ديسمبر) - عرض فيلم «جحيم دانتي»، فيلم كين راسل التلفزيوني عن دانتي غابرييل روسيتي في سلسلة أومنيبوس.
- 25 ديسمبر - تم عرض الإصدار الأخير من برنامج The Sooty Show على تلفزيون بي بي سي بعد أن ألغاه بول فوكس، المتحكم في بي بي سي وان. يرجع جزء من سبب الإلغاء إلى قراره بإلغاء البرامج التلفزيونية الطويلة على القناة لإفساح المجال لعروض جديدة.
- 26 ديسمبر
  - تُبث جولة البيتلز السحرية الغامضة على BBC1 في المملكة المتحدة.
  - لا تقم بتعديل المجموعة الأولى على ITV.

## لأول مرة

### بي بي سي الأولى
- 2 يناير - سيف الشرف (1967)
- 3 يناير - و Trumptonshire ثلاثية: Trumpton (1967)
- 6 يناير - وايتهول وورييه (1967)
- 7 يناير - ملحمة فورسيتي (1967)
- 15 يناير - السير آرثر كونان دويل (1967)
- 22 يناير - توقعات كبيرة (1967)
- 24 فبراير - عالم وودهاوس (1967)
- 4 أبريل دي تايم (1967-1969)
- 9 أبريل - سانت ايفيس (1967)
- 2 مايو - مغامرات أخرى لـ Lucky Jim (1967)
- 8 مايو - ميكي دن (1967)
- 21 مايو - مغامرات الفرسان الإضافية (1967)
- 26 مايو - ليس أمام الأطفال (1967-1970)
- 28 مايو - شامبيون هاوس (1967–1968)
- 12 يونيو - اسأل العائلة (1967–1984)
- 20 حزيران / يونيو - قضايا مضللة (1967-1971)
- 5 يوليو - مدينة قوس قزح (1967)
- 1 أغسطس - آسف أنا أعزب (1967)
- 4 أغسطس - الصبي يلتقي بالفتاة (1967-1969)
- 28 أغسطس خائن الملكة (1967)
- 10 سبتمبر كبرياء وتحامل (1967)
- 30 سبتمبر - حديث المدينة (1967–1974)
- 3 أكتوبر - سلسلة الطيور (1967)
- 22 أكتوبر - البؤساء (1967)
- 27 تشرين الثاني (نوفمبر) الأرملة المرحة جداً (1967-1968)

### بي بي سي الثانية
- 30 يناير - قبل الهامش (1967)
- 4 فبراير - فتاة في بيكيني أسود (1967)
- 18 مارس - صناع الجنة (1967)
- 28 آذار (مارس) The Revenue Men (1967-1968)
- 27 أبريل - مطاردة الساحرات (1967)
- 3 يونيو - هذا الطريق للقتل (1967)
- 12 يونيو - ثلاثة من نفس النوع (1967)
- 22 يوليو - كينيلورث (1967)
- 19 أغسطس - ملاك بافمينت (1967)
- 29 أغسطس - The Big M (1967)
- 16 سبتمبر - الأرنب الأبيض (1967)
- 28 أكتوبر - مرتفعات ويذرينغ (1967)
- 16 نوفمبر - مائة عام من همفري هاستينغز (1967)
- 2 ديسمبر - فانيتي فير (1967)
- 10 ديسمبر - عرض تشارلي دريك (1967-1968)

### آي تي في
- 2 يناير - إطفاء الأنوار (1967)
- 6 يناير -
  - العم تشارلز (1967)
  - السيد أيتش 1967)
- 11 فبراير - من هي سيلفيا؟ (1967)
- 15 فبراير - أخيرًا عرض عام 1948 (1967-1968)
- 17 فبراير - السيد روز (1967-1968)
- 18 فبراير - لا تهتم بالجودة، اشعر بالعرض (1967-1971)
- 24 فبراير - My Man Joe (1967)
- 30 مارس - سبع فضائل مميتة (1967)
- 1 أبريل - قطعة شاغرة (1967)
- 3 أبريل - السوق في هاني لين (1967-1969)
- 18 أبريل - العصر الذهبي (1967)
- 23 أبريل - سبيندو (1967)
- 16 مايو - قصة نصف ساعة (1967-1968)
- 19 مايو - الزملاء (1967)
- 27 مايو - محاصر (1967)
- 6 يونيو - هانكوك (1967)
- 27 حزيران / يونيو سام وجانيت (1967-1968)
- 29 يونيو - الملجأ (1967–1968)
- 1 يوليو - الطلقة الذهبية (1967–1975)
- 3 تموز (يوليو) - News at Ten (1967-1999 ، 2001-2004، 2008 إلى الوقت الحاضر)
- 6 يوليو -
  - جزيرة الخطر (1967)
  - سيند فوستر (1967)
- 8 تموز (يوليو) - كالان (1967-1972)
- 9 يوليو - الأسد والساحرة وخزانة الملابس (1967)
- 18 يوليو - الهروب (1967)
- 19 أغسطس - مسكون (1967-1968)
- 22 سبتمبر - بيكر نصف دزينة (1967)
- 25 سبتمبر -
  - مسرح ITV (1967-1982)
  - سيكستون بليك (1967-1971)
- 26 سبتمبر- المقامرون (1967–1968)
- 27 سبتمبر - زهرة جلوستر (1967)
- 28 سبتمبر - قاعة الغموض (1967)
- 29 سبتمبر -
  - الكابتن سكارليت والميسترونز (1967-1968)
  - الميراث (1967)
  - رجل في حقيبة سفر (1967-1968)
  - السجين (1967-1968)
- 7 أكتوبر - السبت أثناء الأحد (1967)
- 29 أكتوبر - تقدم الحاج (1967)
- 14 نوفمبر - لا - هذا أنا هنا! (1967–1970)
- 8 كانون الأول - المدينة 68 (1967-1968)
- 26 كانون الأول (ديسمبر) - لا تعدل مجموعتك (1967-1969)

## برامج تلفزيونية

### تغييرات الانتماء إلى الشبكة
| عروض              | انتقل من | انتقل الى |
| ----------------- | -------- | --------- |
| بي بي سي ويمبلدون | BBC1     | BBC2      |
| قذرة              | بي بي سي | ITV       |

## البرامج التلفزيونية المستمرة

### عشرينيات القرن الماضي
- بي بي سي ويمبلدون (1927-1939، 1946-2019، 2021-2024)

### الثلاثينيات
- سباق القوارب (1938-1939، 1946-2019)
- بي بي سي للكريكيت (1939، 1946-1999، 2020-2024)

### الأربعينيات
- شاهد مع الأم (1946-1973)
- تعال للرقص (1949-1998)

### الخمسينيات
- آندي باندي (1950–1970، 2002-2005)
- الأيام الخوالي (1953-1983)
- بانوراما (1953 حتى الآن)
- اختر ما تريد (1955-1968، 1992-1998)
- ضاعف نقودك (1955-1968)
- ديكسون دوك جرين (1955-1976)
- ممتاز جدا (1955-1984، 2020 إلى الوقت الحاضر)
- فرصة نوكس (1956-1978، 1987-1990)
- هذا الأسبوع (1956-1978، 1986-1992)
- مسرح الكرسي (1956-1974) [1]
- ماذا تقول الأوراق (1956-2008)
- السماء في الليل (1957 إلى الوقت الحاضر)
- بلو بيتر (1958 إلى الوقت الحاضر)
- المدرج (1958-2007)

### الستينيات
- شارع التتويج (1960 إلى الوقت الحاضر)
- المنتقمون (1961-1969)
- أغاني التسبيح (1961 - حتى الآن)
- القديس (1962-1969)
- سيارات زي (1962-1978)
- سحر الحيوان (1962-1983)
- دكتور هو (1963-1989، 2005 حتى الآن)
- العالم في العمل (1963-1998)
- مسرحية الأربعاء (1964-1970)
- توب أوف ذا بوبس (1964-2006)
- مباراة اليوم (1964 حتى الآن)
- مفترق طرق (1964-1988، 2001-2003)
- مدرسة اللعب (1964-1988)
- السيد والسيدة (1964-1999)
- الوافدون الجدد (1965-1969)
- ليس فقط. . . لكن أيضا (1965–1970)
- عالم الرياضة (1965-1985)
- اتصل بي بلاف (1965-2005)
- بهدوء ونعومة (1966-1969)
- ثلاثية ترومبتونشاير (1966-1969)
- جميع الغاز والطرق (1966-1971)
- Jackanory (1965-1996، 2006 حتى الآن)
- إنها ضربة قاضية (1966-1982، 1999-2001)
- برنامج المال (1966-2010)

## إنتهت في عام 1967
- ليلة الأحد في بلاديوم لندن (1955-1967)
- الطوارئ - الجناح 10 (1957-1967)
- هيو وأنا (1962-1967)
- الحدود الأسبوعية المصورة (1966-1967)
- باتفينك (1966-1967)

## المواليد
- 2 يناير - روث جيميل، ممثلة
- 7 يناير - مارك لامار، الممثل الكوميدي البريطاني ومقدم البرامج التلفزيونية والإذاعية
- 14 يناير - إميلي واتسون، الممثلة الإنجليزية
- 15 يناير - بول ج. ميدفورد، ممثل
- 21 يناير - توني هيرست، ممثل
- 16 فبراير - ماثيو كوتل، ممثل
- 21 فبراير - نيل أوليفر، عالم آثار ومؤرخ ومؤلف ومذيع
- 4 مارس - تيم فاين، ممثل وكوميدي
- 11 مارس - جون بارومان، ممثل اسكتلندي المولد
- 21 مارس - أدريان تشيلز، مقدم برامج تلفزيونية
- 22 مارس - جوان مالين، مذيعة ومقدمة برامج تلفزيونية
- 2 أبريل - هيلين تشامبرلين، مقدمة تلفزيونية
- 25 أبريل - تيم ديفي، مدير تلفزيون بي بي سي
- 26 أبريل - ماريان جان بابتيست، ممثلة
- 4 مايو
  - آنا بوتينج، صحفية ومذيعة أخبار
  - كيت غاراواي، صحفية ومقدمة برامج تلفزيونية
- 18 يوليو - بول كورنيل، كاتب تلفزيوني بريطاني
- 19 يوليو - مذيع راجح عمر
- 22 يوليو - ريس إيفانز، ممثل ويلز
- 26 يوليو - جيسون ستاثام، ممثل
- 19 أغسطس - لوسي بريرز، ممثلة
- 1 سبتمبر - ستيف بيمبرتون، كاتب وفنان كوميدي إنجليزي (The League of Gentlemen)
- 18 سبتمبر - تارا فيتزجيرالد، الممثلة الإنجليزية
- 21 سبتمبر
  - سوزي دنت، مؤلفة المعاجم البريطانية في <i id="mwAoM">العد التنازلي</i> .
  - كريستوفر برايس، مقدم برامج تلفزيونية (توفي عام 2002)
- 16 أكتوبر - دافينا ماكول، مقدمة البرامج التلفزيونية البريطانية ومقدمة برنامج الأخ الأكبر في المملكة المتحدة
- 14 نوفمبر - ليتيسيا دين، الممثلة البريطانية
- 15 نوفمبر / تشرين الثاني - بيكي أندرسون، صحفية ومذيعة أخبار
- غير معروف - ميراندا سوير، صحفية ومذيعة

## وفيات
- 30 مايو - كلود راينز، 77، ممثل